# Ringo EXPO 08
『Ringo EXPO 08』（リンゴ エキスポ ゼロハチ）とは2009年3月11日に発売された日本のシンガーソングライター・椎名林檎のライブ映像集。発売元はEMIミュージック・ジャパン。また2013年11月13日にはBlu-ray Disc盤（規格品番：TYXN-10007）が発売された。発売元はユニバーサルミュージック。

## 概要
本作は、椎名林檎が2008年11月28日・29日・30日にさいたまスーパーアリーナで行なったデビュー10周年記念ライブ「椎名林檎 (生)林檎博'08 〜10周年記念祭〜」の最終日公演を収録したものである。ステージにはオーケストラ・ピットが設けられ、斎藤ネコ率いるホーン・パーカッション・ストリングスなど65名に及ぶオーケストラと、ベース亀田誠治・ドラム河村“カースケ”智康・ギター名越由貴夫からなるバンドの総勢68名の「林檎博記念管弦楽団」により、斎藤ネコによるオーケストラ・アレンジが施された楽曲が演奏された。さらにはダンスカンパニーのイデビアン・クルーから招聘した女性ダンサー4名や高円寺阿波踊り連合会による総勢80名の女性阿波踊りチーム、ゲスト・ボーカリストとして実兄のソウルシンガー椎名純平も登場している。
また、エンドクレジットには「りんごのうた」が使われているが、ライブ当日は新録の「丸ノ内サディスティック」が使われた。この楽曲は2009年6月24日に発売された椎名の4作目のオリジナル・アルバム『三文ゴシップ』に「丸ノ内サディスティック（EXPO Ver.）」として収録されたが、実際に使用されたものとは詞やアレンジが異なる。
初回生産分のみの特典は、10周年記念まなじり箱、10周年ステッカー封入、処女作「みかんの皮」手書き楽譜封入。

## 収録曲
全作詞・作曲：椎名林檎　（注記を除く）
| #   | タイトル                                                                                             | 作詞 | 作曲・編曲 |
| --- | --- | ---- | ---------- |
| 1.  | 「ハツコイ娼女」                                                                                     |      |            |
| 2.  | 「シドと白昼夢」                                                                                     |      |            |
| 3.  | 「ここでキスして。」                                                                                 |      |            |
| 4.  | 「本能」                                                                                             |      |            |
| 5.  | 「ギャンブル」                                                                                       |      |            |
| 6.  | 「宗教」(inst)                                                                                       |      |            |
| 7.  | 「ギブス」                                                                                           |      |            |
| 8.  | 「闇に降る雨」                                                                                       |      |            |
| 9.  | 「すべりだい」                                                                                       |      |            |
| 10. | 「浴室」                                                                                             |      |            |
| 11. | 「錯乱」                                                                                             |      |            |
| 12. | 「罪と罰」                                                                                           |      |            |
| 13. | 「歌舞伎町の女王」                                                                                   |      |            |
| 14. | 「ブラックアウト」                                                                                   |      |            |
| 15. | 「やつつけ仕事」(inst)                                                                               |      |            |
| 16. | 「茎 (STEM)」                                                                                        |      |            |
| 17. | 「この世の限り」(with 椎名純平)                                                                      |      |            |
| 18. | 「玉葱のハッピーソング」(with 椎名純平；作詞・作曲：ニコラス・アシュフォート/ヴァレリー・シンプソン) |      |            |
| 19. | 「夢のあと」                                                                                         |      |            |
| 20. | 「積木遊び」                                                                                         |      |            |
| 21. | 「御祭騒ぎ」                                                                                         |      |            |
| 22. | 「カリソメ乙女」                                                                                     |      |            |
| 23. | 「正しい街」                                                                                         |      |            |
| 24. | 「幸福論」                                                                                           |      |            |
| 25. | 「みかんの皮（処女作）」                                                                             |      |            |
| 26. | 「余興（仮）」                                                                                       |      |            |

## 演奏など
林檎博記念管弦楽団
| - 自作自演：椎名林檎（歌唱・エレキギター・電子ピアノ） - 編曲・指揮：斎藤ネコ - Electric bass：亀田誠治 - Drums：河村“カースケ”智康 - Electric Guitar：名越由貴夫 - Piano：エルトン永田 - Electric & Acoustic Guitar：柳沢二三男 - Percussion：三沢またろう - Manipulator：中山信彦 - Flute：高桑英世、大澤明子、清野真衣子 - Oboe：庄司さとし - Clarinet：十亀正司 - Fagotto：福井 蔵 - French horn：藤田乙比古、岡村 陽、中澤幸宏、古江仁美 - Alto Saxophone：本田雅人、鍬田修一 | - Tenor Saxophone：竹野昌邦、吉田 治 - Baritone Saxophne：山本拓夫 - Trumpet：西村浩二、横山 均、菅坡雅彦、田中 充 - Trombone：村田陽一、奥村 晃、池城 勉、東條あづさ - Percussion：高田みどり、藤井珠緒、大石真理恵、小竹満里 - Harp：朝川朋之 - Cocertmaster：グレート栄田 - Violin：小倉達夫、阿部倫子、入江 茜、栄田 緑、押鐘貴之、越川 歩、今野 均、坂田佳奈子、白須 今、滝沢幸二郎、角田知寿子、浜野考史、村田幸謙、三木希生子、矢野晴子 - Viola：山田雄司、秋山俊樹、大沼幸江、高嶋麻由、細川亜維子、渡部安見子 - Cello：笠原あやの、阿部雅士、徳澤青弦、前田善彦、槙岡絵里香、向井 航 - Bass：安東章夫、一本茂樹、斎藤輝彦、谷中 隆 - 歌唱：椎名純平（スペシャルゲスト） |

林檎博記念舞踊団
- 振付：井手茂太
- 舞踊：斉藤美音子、菅尾なぎさ、依田朋子、金子あい
- 阿波踊り：高円寺阿波踊り振興協会の皆さん

## (生)林檎博'08 〜10周年記念祭〜
「椎名林檎 (生)林檎博'08 〜10周年記念祭〜」は、ソロ名義の単独公演としては5年ぶりとなる椎名林檎のデビュー10周年記念ライブである。2008年11月28日から30日の三日間に渡ってさいたまスーパーアリーナで開催し、延べ5万5000人を動員した。

### 日程
| 公演日         | 開場/開演   | 会場                     |
| -------------- | ----------- | ------------------------ |
| 2008年11月28日 | 18:00/19:00 | さいたまスーパーアリーナ |
| 2008年11月29日 | 16:00/17:00 | さいたまスーパーアリーナ |
| 2008年11月30日 | 15:00/16:00 | さいたまスーパーアリーナ |

### セットリスト
| 1. ハツコイ娼女 2. シドと白昼夢 3. ここでキスして。 4. 本能 5. ギャンブル 6. 宗教（inst） 7. ギブス 8. 闇に降る雨 9. すべりだい 10. 浴室 11. 錯乱 12. 罪と罰 13. 歌舞伎町の女王 14. ブラックアウト 15. やつつけ仕事（inst） | 1. 茎（STEM） 2. この世の限り（歌：椎名林檎と椎名純平） 3. 玉葱のハッピーソング（歌：椎名林檎と椎名純平） 4. 夢のあと 5. 積木遊び 6. 御祭騒ぎ 7. カリソメ乙女 アンコール1 1. 正しい街 2. 幸福論（悦楽編） アンコール2 1. みかんの皮 2. 余興 3. 丸ノ内サディスティック（エンドクレジット） |